# Hermann Bennecke
Hermann Bennecke (* 1799 oder 1800 in Athensleben; † 30. April 1874) war ein deutscher Gutsbesitzer und Parlamentarier.

## Leben
Hermann Bennecke studierte an der Friedrichs-Universität Halle,   der Friedrich-Wilhelms-Universität Berlin und der Ruprecht-Karls-Universität Heidelberg Rechtswissenschaft. Nach dem Studium wurde er Amtsrat und Rittergutsbesitzer in Staßfurt. Später war er Domänenpächter in Athensleben. Von 1849 bis 1850 saß Bennecke für den Wahlkreis Magdeburg 6 im Preußischen Abgeordnetenhaus. Er gehörte dem Centrum an.